# Gard Sandholt
Gard Sandholt (* 16. August 1985) ist ein ehemaliger norwegischer Skispringer.
Der für Eidsvoll IF startende Sandholt startete erstmals 2004 in Rælingen bei einem FIS-Springen von der Normalschanze international. Dabei erreichte er den 19. Platz. 2006 gewann er bei der norwegischen Sommer-Meisterschaft in Rælingen auf der Normalschanze mit Sprüngen auf 90 und 94,5 Meter vor Kim-Arild Tandberg und Morten Gjesvold den nationalen Titel. Kurz darauf startete er für zwei Springen im FIS Cup. Bei den beiden Springen im schwedischen Örnsköldsvik erreichte er die Plätze sieben und 18. Ab 2007 startete Sandholt mehrfach als Vorspringer bei Weltcup-Springen in Norwegen sowie vorrangig im Norges Cup auf nationaler Ebene. Ein Platz im A-Nationalkader blieb ihm bislang verwehrt.